# Great Western Loop
Great Western Loop (Wielka Pętla Zachodnia) – długodystansowy pieszy szlak turystyczny w Stanach Zjednoczonych, w formie zamkniętej pętli opasującej zachodnią część kraju, o łącznej długości 11 064 km (6875 mil). Przeznaczona dla turystyki pieszej (częściowo również rowerowej i konnej).
Trasa powstała z połączenia znaczących fragmentów pięciu innych długodystansowych szlaków turystycznych: Pacific Crest Trail, Pacific Northwest Trail, Continental Divide Trail, Grand Enchantment Trail oraz Arizona Trail. Biegnie przez 9 stanów amerykańskich: Kalifornia, Oregon, Waszyngton, Idaho, Montana, Wyoming, Kolorado, Nowy Meksyk, Arizona. Prowadzi w większości przez tereny górskie, jednak o różnych wysokościach oraz ogromnie zróżnicowanych krajobrazach, a także np. przez pustynie. Przebiega m.in. przez 12 parków narodowych oraz przez 75 obszarów dzikiej przyrody (ang. wilderness area).
Pierwszym człowiekiem, który przeszedł w całości tę „Wielką Pętlę Zachodnią” jest Andrew Skurka, zawodowy podróżnik i "backpacker". 9 kwietnia 2007 r. rozpoczął on marsz w Wielkim Kanionie Kolorado. Pokonując codziennie średnio ok. 53 km (33 mile) w dniu 7 listopada 2007 r., po 208 dniach wędrówki, powrócił na miejsce startu w Wielkim Kanionie. Jak dotąd (2017) jest on jedynym, który tego dokonał.